# Bachelard (Fluss)
Der Bachelard ist ein Gebirgsfluss in Frankreich, der im Département Alpes-de-Haute-Provence in der Region Provence-Alpes-Côte d’Azur verläuft. Er entspringt in den französischen Seealpen an der Ostflanke des Berggipfels Le Trou de l’Aigle  (2961 m) im Gemeindegebiet von Uvernet-Fours im Nationalpark Mercantour, entwässert anfangs in nördlicher Richtung, dreht dann auf West, später im Unterlauf wieder auf Nord und mündet nach rund 27 Kilometern an der Gemeindegrenze von Uvernet-Fours und Barcelonnette als linker Nebenfluss in die Ubaye.

## Orte am Fluss
(Reihenfolge in Fließrichtung)
- Bayasse, Gemeinde Uvernet-Fours
- Fours-Saint-Laurent, Gemeinde Uvernet-Fours
- Uvernet-Fours

## Tourismus
Die Ubayette ist ein extremer Kajakwildwasserfluss. In den Bergen des Oberlaufs wird Wintersport betrieben.